# Libor Procházka
Libor Procházka (Vlašim, 25 aprile 1974) è un ex hockeista su ghiaccio ceco.
Ha vinto la medaglia d'oro olimpica con la nazionale maschile ceca nell'hockey su ghiaccio alle Olimpiadi invernali di Nagano 1998.